# Alta IF
El Alta Idrettsforening es un club de fútbol noruego de la ciudad de Alta. Fue fundado en 1927 y juega en la Fair Play ligaen. El club cuenta también con una sección de atletismo, voleyball y esquí.

## Palmarés
- Fair Play ligaen Grupo 2: 1

2013